# Syncesia graphica
Syncesia graphica är en lavart som först beskrevs av Elias Fries och som fick sitt nu gällande namn av Anders Tehler. 
Syncesia graphica ingår i släktet Syncesia och familjen Roccellaceae. Inga underarter finns listade i Catalogue of Life.